# Michael Patrick King
Michael Patrick King (sinh ngày 14 tháng 9 năm 1954) là một đạo diễn, nhà văn và nhà sản xuất phim truyền hình và điện ảnh người Mỹ.

## Cuộc đời và sự nghiệp
King sinh ra trong một gia đình người Mỹ gốc Ireland ở Scranton, Pennsylvania và được nuôi dưỡng như một người Công giáo La Mã. Ông theo học Đại học Mercyhurst tại Erie, Pennsylvania trong ba năm.
Năm 1975, King chuyển đến New York, diễn hài kịch và viết kịch. Ông cũng là thành viên của một nhóm nhạc ngẫu hứng có tên The Broadway Local, phần lớn được biểu diễn tại Manhattan Punch Line Theatre. Họ được coi là nhóm Improv trong nhà ở đó. 
Cuối cùng ông chuyển đến Los Angeles, nơi anh tìm thấy tác phẩm viết cho loạt phim truyền hình Murphy Brown, và được đề cử cho một số giải Emmy. Ông đã viết cho chương trình HBO, Sự trở lại, cũng như cho các chương trình phát sóng Will &amp; Grace, Good Advice và Cybill.
Anh được biết đến nhiều nhất với công việc của mình trên loạt phim HBO Sex and the City, đượcDarren Star tạo ra. King đã viết kịch bản tất cả các buổi ra mắt và trận chung kết của Sex and the City (trừ phi công của nó, được viết bởi Star, và trận chung kết mùa thứ năm, mà King đồng sáng tác với Cindy Chupack). Ông chỉ đạo bộ phim chuyển thể của chương trình, và phần tiếp theo của nó, Sex and the City 2. Ông được giới thiệu trên The Other Network Writers Room, một bộ âm thanh dành cho các nhà văn hài kịch đầy tham vọng. 
Ông là người đồng tính công khai  và sống ở Greenwich Village. Ông sở hữu Arcade Productions.